# 星花淫羊藿
星花淫羊藿（学名：Epimedium stellulatum）为小檗科淫羊藿属下的一个种。

## 扩展阅读
維基物種上的相關：星花淫羊藿